# 勝浦站

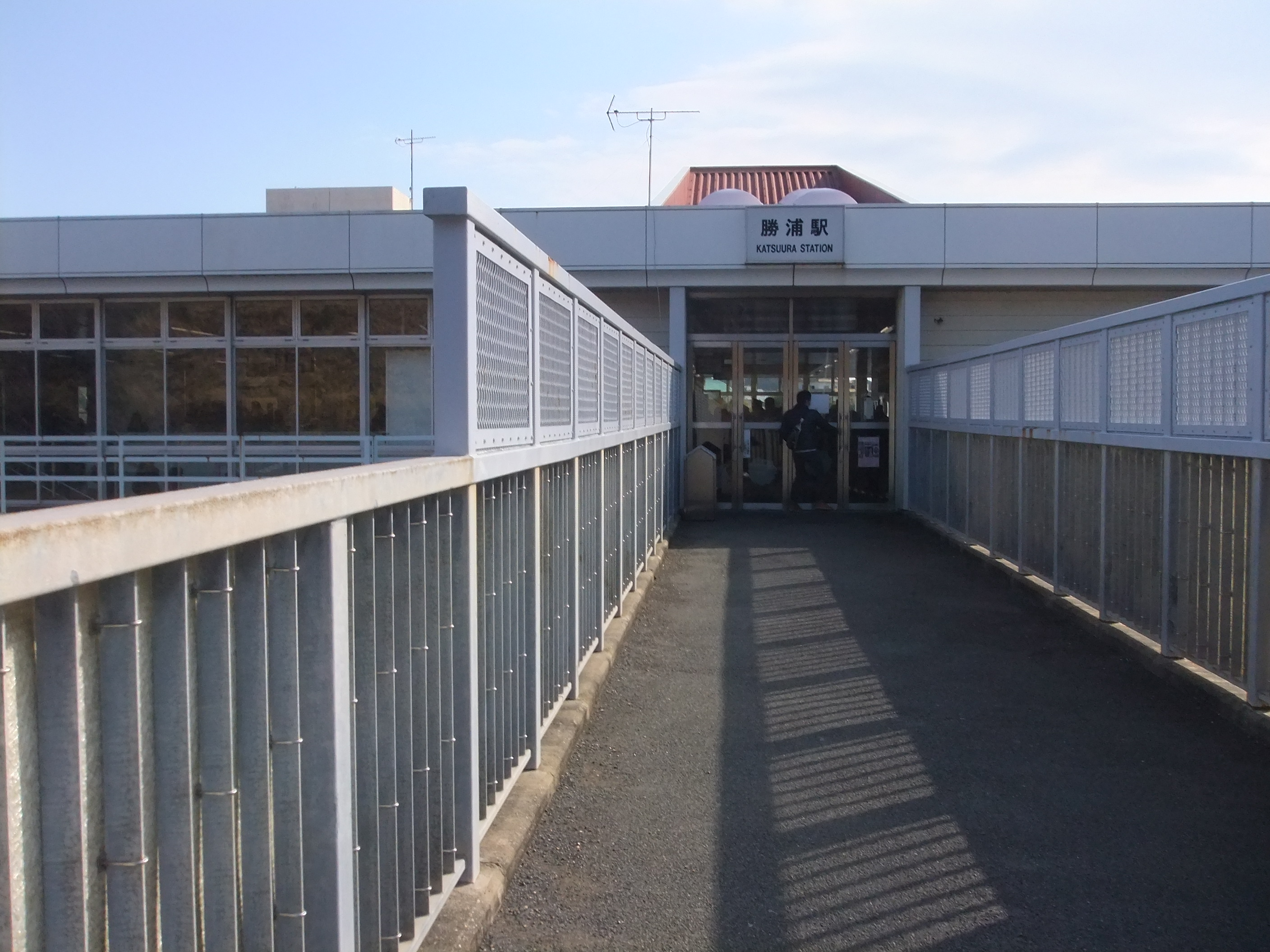
北出口（2017年1月）

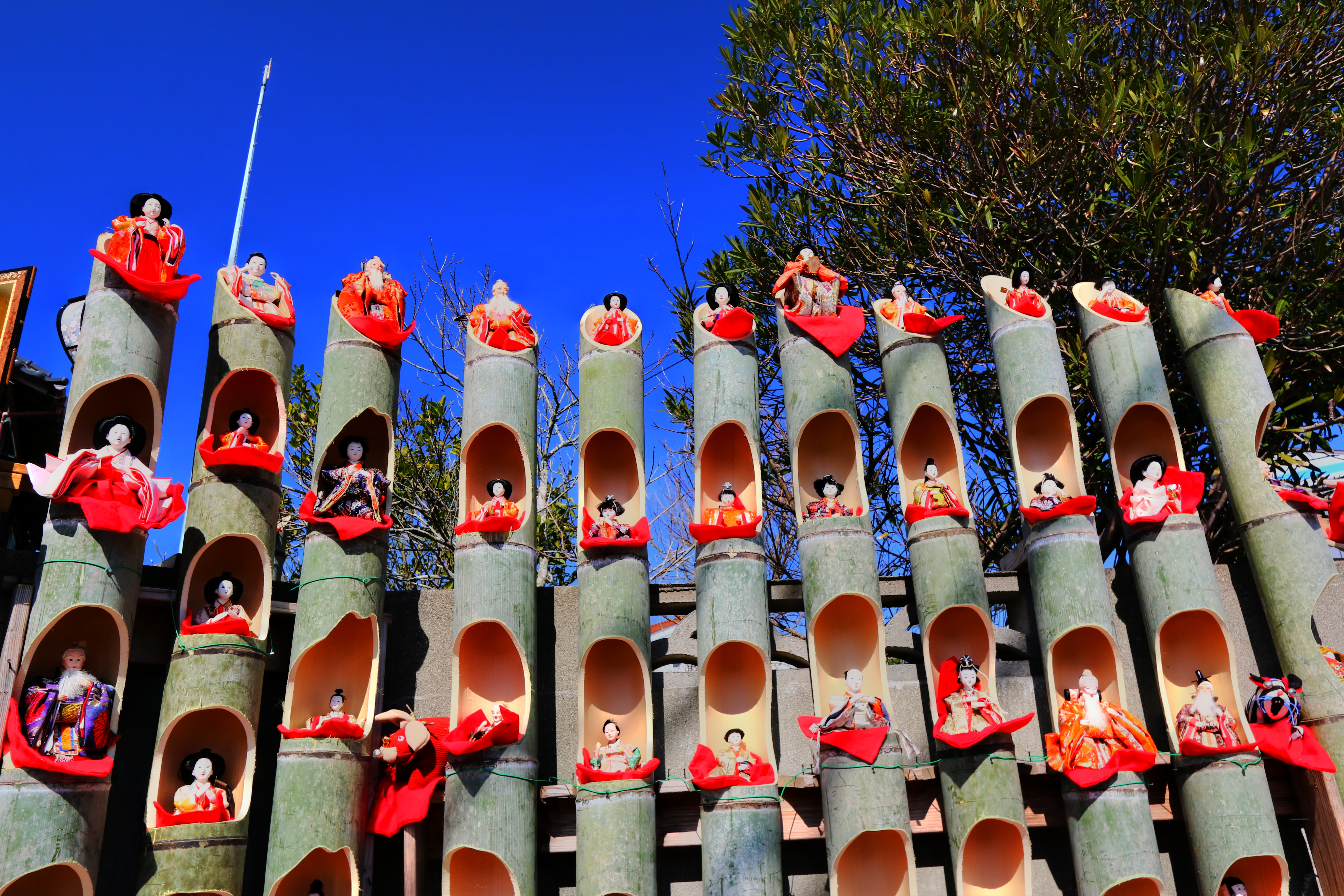
在車站入口的路口處設有竹飾雛（舉行Big雛祭期間）

勝浦站（日语：／ Katsuura eki */?）是位於千葉縣勝浦市墨名254號，東日本旅客鐵道（JR東日本）的外房線車站。御宿站至本站之間為雙線區間，而本站往安房鴨川方向為單線區間。

## 概要
在1995年12月1日時間表修正起，鴨川運輸區新設了勝浦運輸區，該運輸區位於站內。現時為外房線在運行上的據點車站。設有多班普通列車於此站折返。另外，所有特急「若潮」均停靠此站。
在1998年12月7日前，此站設有直通至總武快速線、橫須賀線的快速班次。在翌日修正後縮短至大原。在2004年10月16日修正起再縮短至上總一之宮站。而上總一之宮站至大原或此站之間變為普通列車。另外，早上上行和晚上下行設有途經京葉線的通勤快速列車班次（在星期六及假日為快速班次。東京站至蘇我站至譽田站之間的區間會與經東金線前往成東站的列車結併，共以10卡編成，譽田站至此站之間以6卡編成運輸）。
在1993年7月2日時間表修正中，部分特急「若潮」會在此站起變成普通列車前往安房鴨川站方向。
在2008年1月25日至1月27日之間，此站至館山站之間設有使用D51形蒸汽機車（498號機）牽引的臨時列車「SL／DL南房總號」運行。

## 歷史
在1899年（明治32年）12月13日，房總鐵道延伸至大原站後。一直未繼續延伸路線至勝浦地區，因此國家和縣經常請願要求延長路線。在1910年（明治43年）2月19日，向眾議院和貴族院提出請願書，在翌年開始著手研究路線。
- 1913年（大正2年）6月20日：車站啟用[1]。
- 1982年（昭和57年）7月1日：現時的跨站式站房落成啟用。
- 1987年（昭和62年）4月1日：伴隨國鐵分割民營化，車站由東日本旅客鐵道（JR東日本）營運[1]。
- 1995年（平成7年）11月26日：御宿站至此站之間成為雙線鐵路[1]。增設1號月台，使車站設有2面3線月台。舊1、2號月台變為2、3號月台。
- 2009年（平成21年）3月14日：此站可以使用IC卡「Suica」[3]。成為東京近郊區間區域內[3]。

## 車站構造
此站是地面車站，設有1面1線的單式月台和1面2線的島式月台，共有2面3線的月台。另外於靠山一方設有2條留置線。在1號月台旁設有維護路軌設施。本站設有跨站式站房，南北自由通道（晚間關閉）。站內設有Kiosk和列車出發顯示牌。
此站是直營車站和管理車站，負責管理三門站至行川島站之間各站。站內設有綠色窗口（營業時間：早上6時30分至下午8時）、自動閘機、自動補票機、指定席售票機和自動售票機。本站於2010年（平成22年）2月10日起，引入了外房線PRC型自動廣播系統。此站設有鐵路相關設施，包括JR千葉土木技術中心勝浦派出和交通建設大網營業所勝浦派出所。

### 月台
| 月台    | 路線    | 上下行 | 方向                 |
| ------- | ------- | ------ | -------------------- |
| 1、2、3 | ■外房線 | 下行   | 安房鴨川方向         |
| 1、2、3 | ■外房線 | 上行   | 蘇我、千葉、東京方向 |

參考
- 下行列車主要使用2號月台，上行列車主要使用3號月台。

| 運輸編號 | 月台 | 可容納車廂 | 千葉方向到發 | 安房鴨川方向到發 | 備註                  |
| -------- | ---- | ---------- | ------------ | ---------------- | --------------------- |
| 1        | 1    | 11両分     | 可到達或出發 | 可到達或出發     |                       |
| 2        | 2    | 11両分     | 可到達或出發 | 可到達或出發     | 下行主本線            |
| 3        | 3    | 11両分     | 可到達或出發 | 可到達或出發     | 上行主本線            |
| 4        |      | 沒有月台   | 不可         | 不可             | 留置線，可停泊2架列車 |
| 5        |      | 沒有月台   | 不可         | 不可             | 留置線，可停泊2架列車 |

- 主本線可到發或通過[5]。
- 運輸編號4,5號線中，出入月台時，需要前往御宿一方的上行本線進行折返作業[5]。
- 在晚間，1號月台會停泊特急列車。3號月台和運輸4、5號線會停泊普通列車。另外，運輸4、5號線可停泊2架列車る[5]。
- 在發車音樂中，1號月台為「JR-SH 8-3」、2、3號月台為「JR-SH 5-3」。

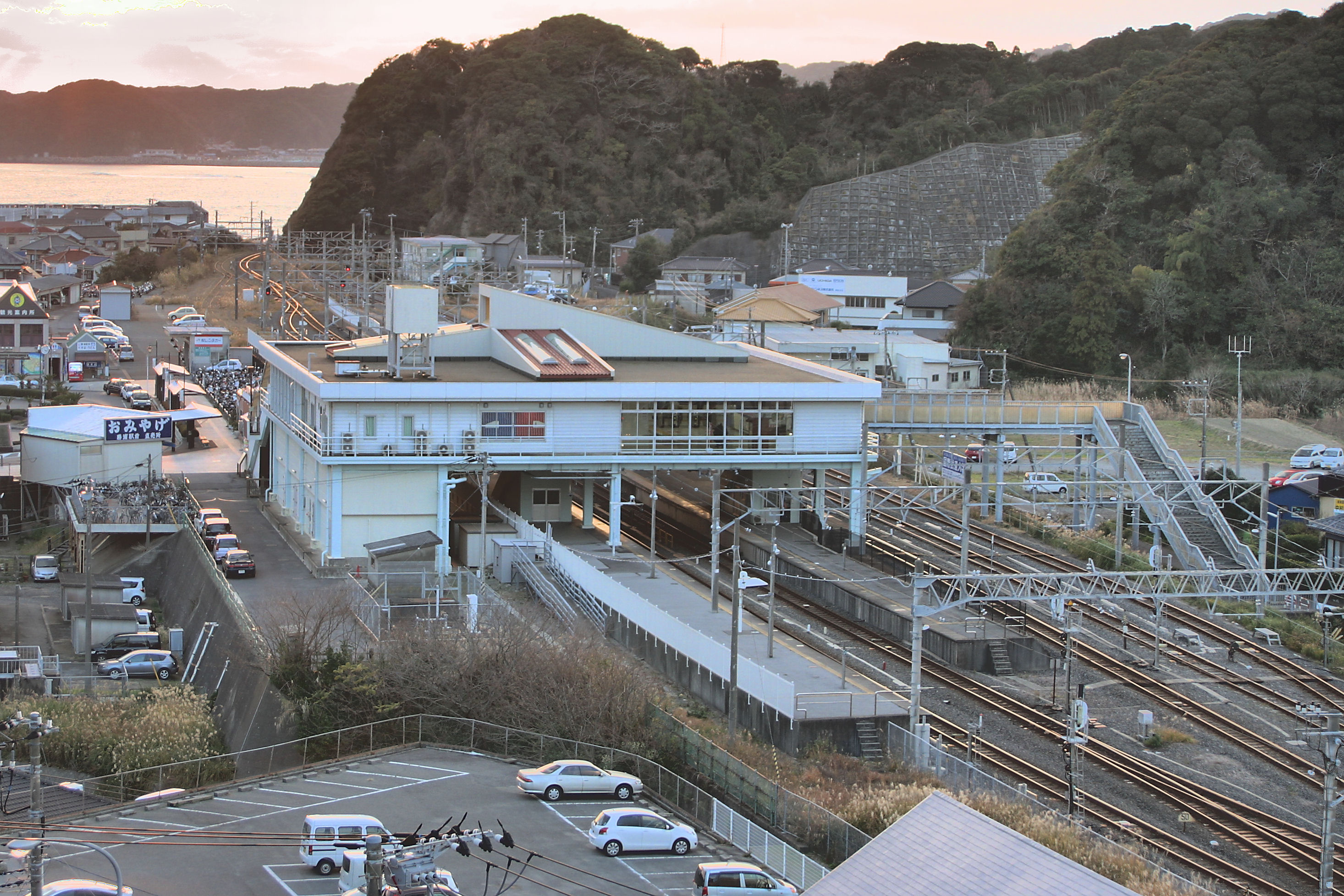
車站遠景（2011年12月）
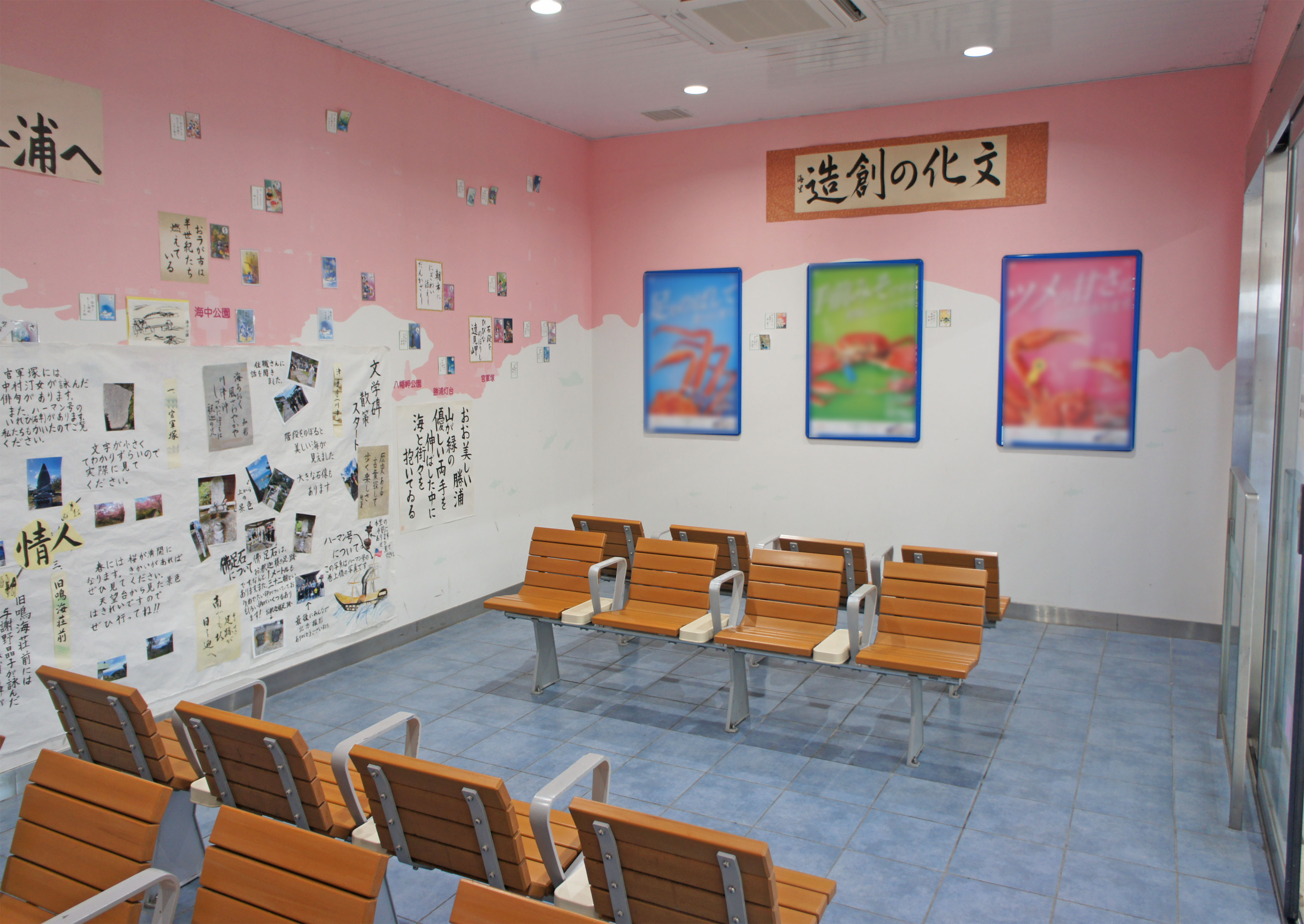
候車室（2022年2月）
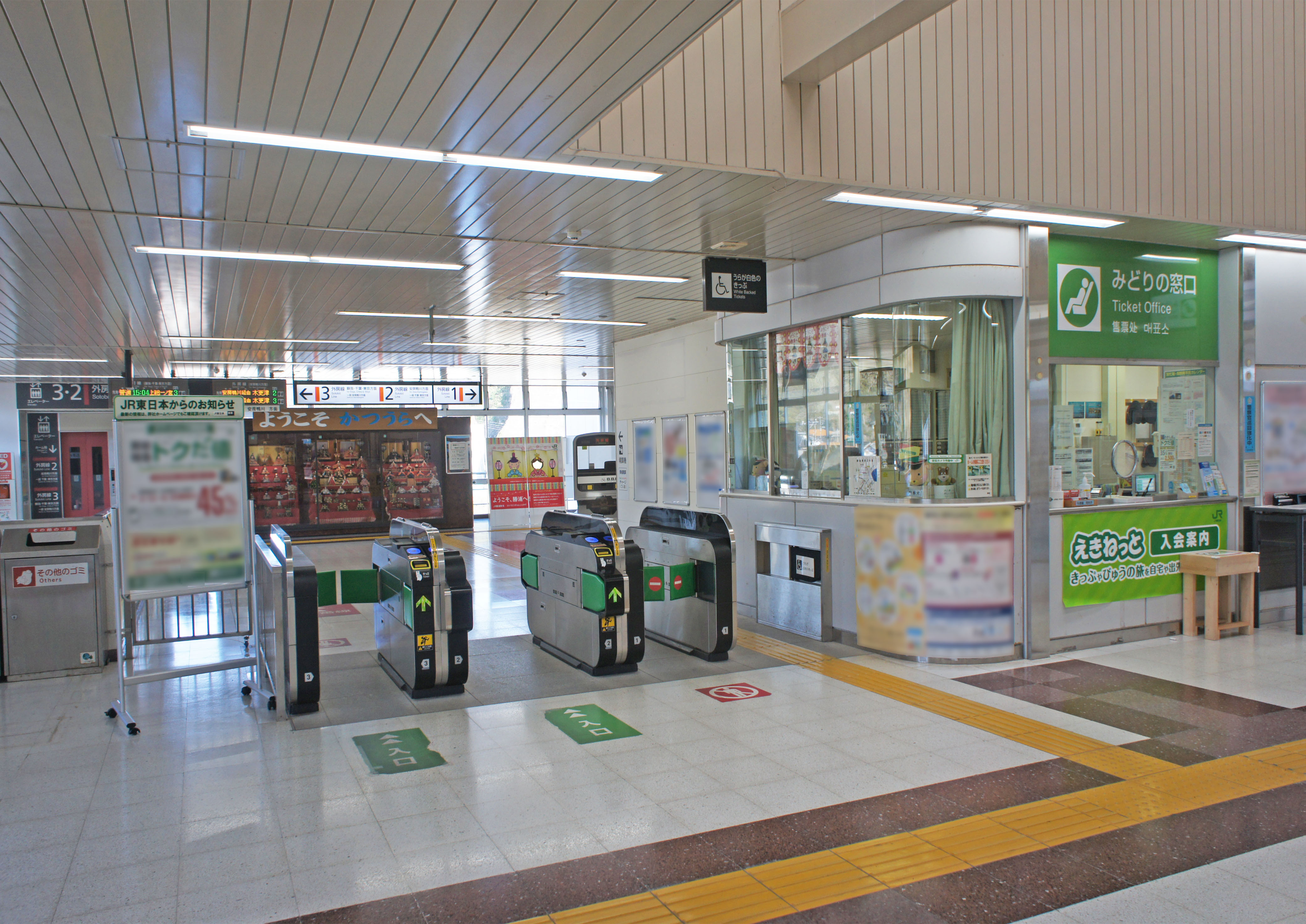
驗票口（2022年2月）
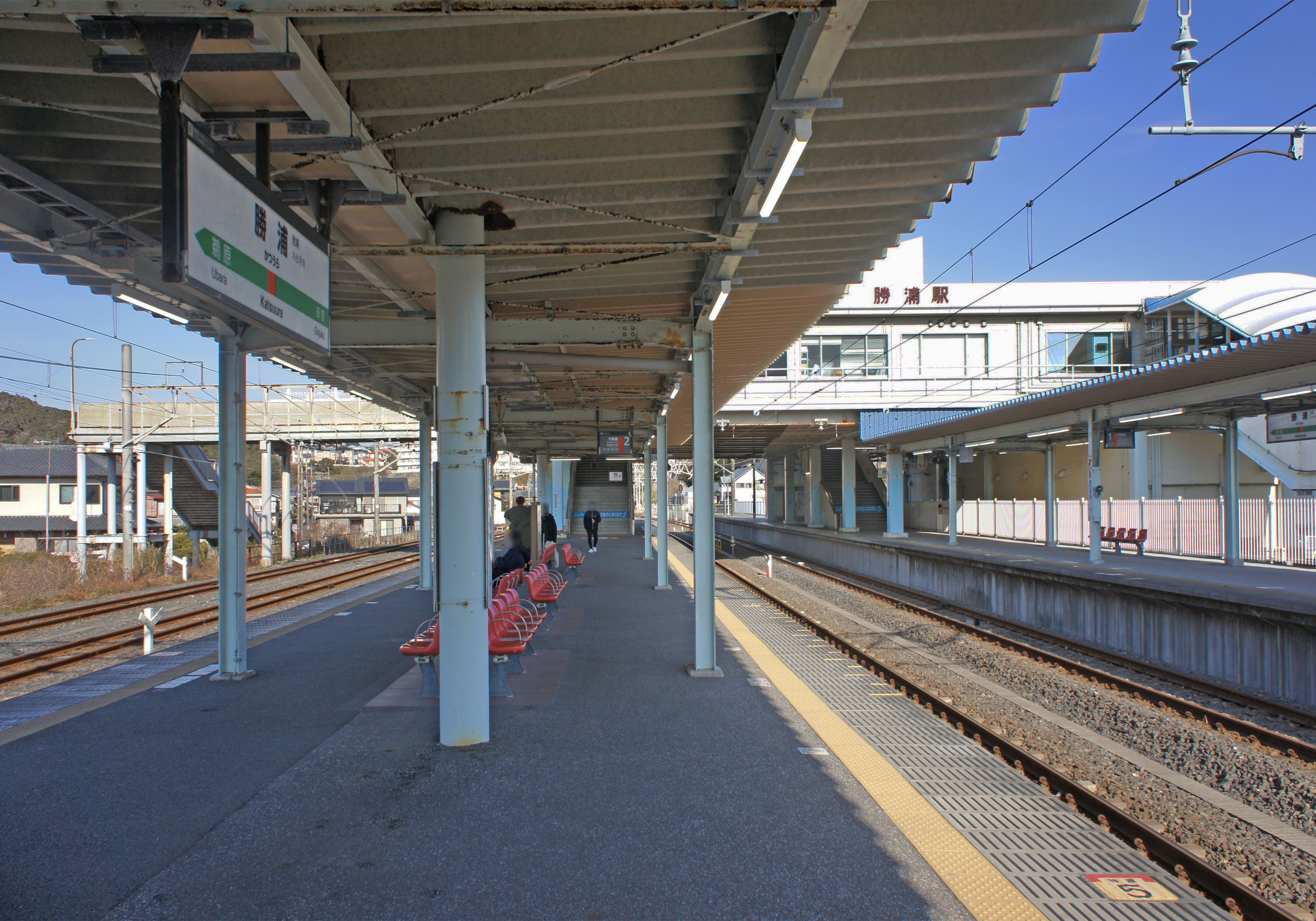
月台（2022年2月）
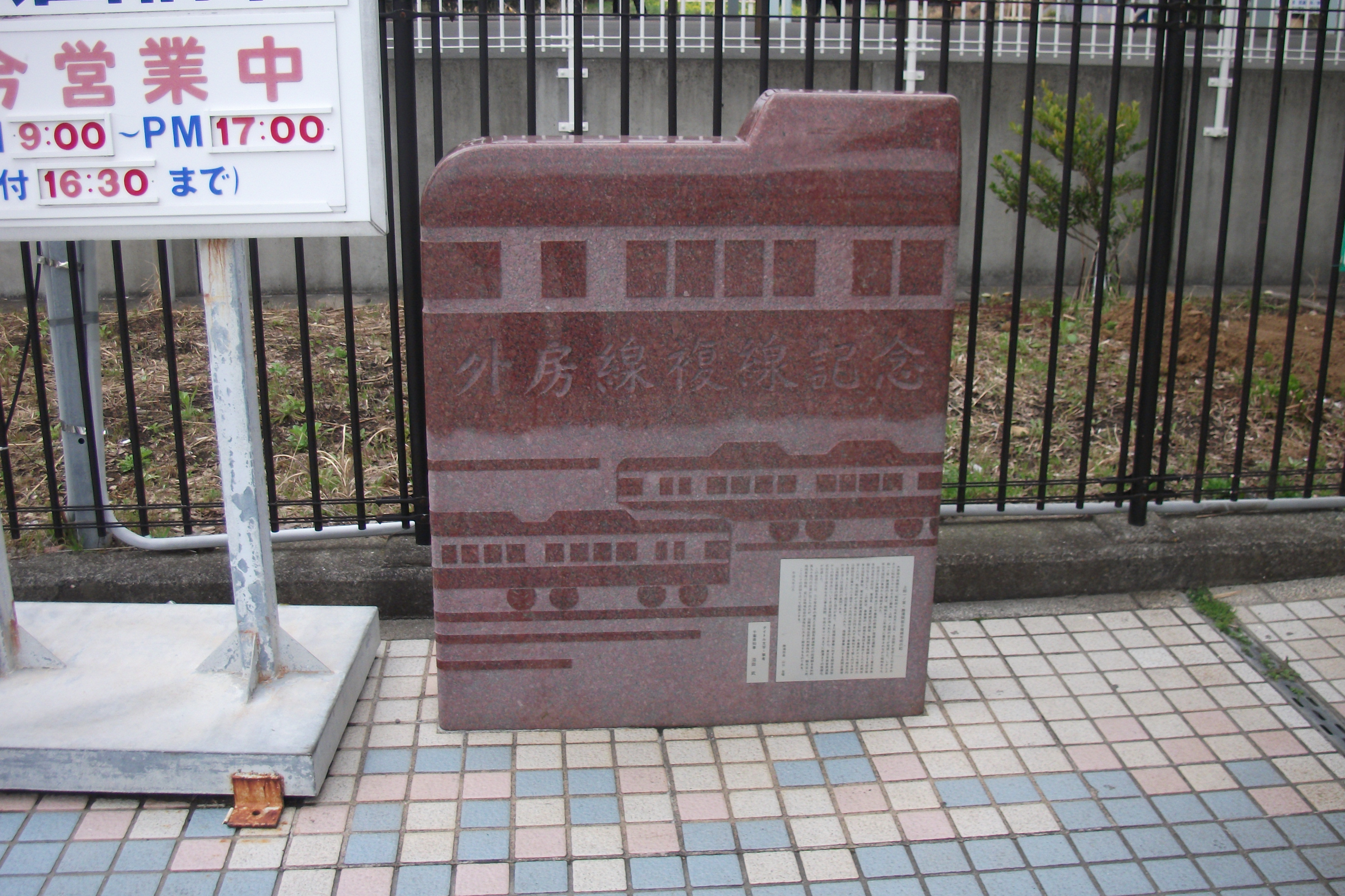
外房線雙線紀念之碑（上總一之宮站至勝浦站之間部分雙線化）
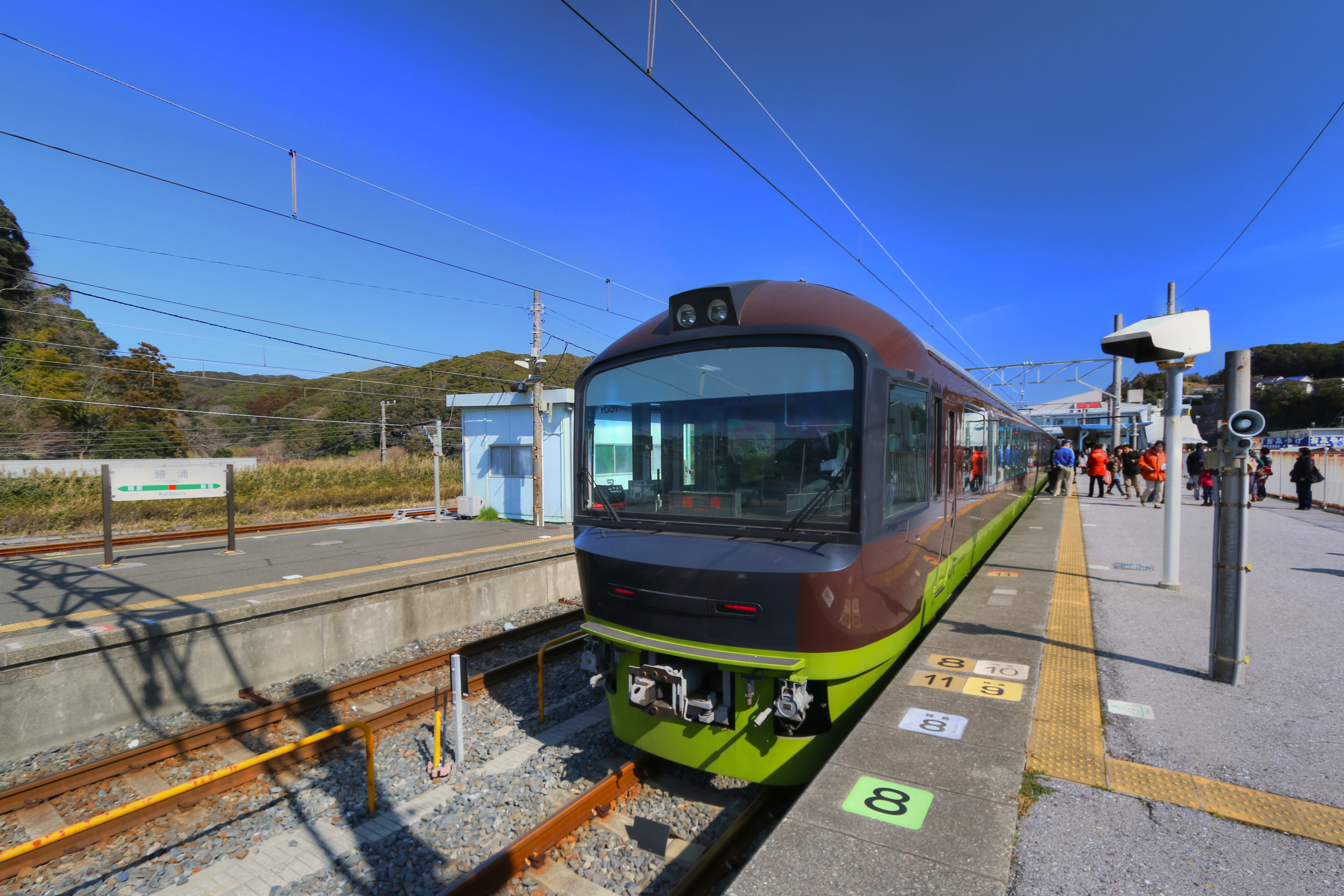
停站中的渡假山鳥（日语：リゾートやまどり）和勝浦雛祭號（2014年2月）

## 使用狀況
在2019年（令和元年）度1日平均乘車人次為946人，以下為乘車人次變化列表。近年使用人次一直減少。在2001年（平成13年）起每年於此站附近會舉行勝浦Big雛祭，當時車站內非常繁忙。當時也設有臨時列車「勝浦Big雛祭號」行走。
| 乘車人次變化       | 乘車人次變化     | 乘車人次變化 |
| 年度               | 1日平均 乘車人次 | 參考資料     |
| ------------------ | ---------------- | ------------ |
| 1990年（平成02年） | 2,326            | [ * 1 ]      |
| 1991年（平成03年） | 2,262            | [ * 2 ]      |
| 1992年（平成04年） | 2,248            | [ * 3 ]      |
| 1993年（平成05年） | 2,205            | [ * 4 ]      |
| 1994年（平成06年） | 2,207            | [ * 5 ]      |
| 1995年（平成07年） | 2,111            | [ * 6 ]      |
| 1996年（平成08年） | 2,078            | [ * 7 ]      |
| 1997年（平成09年） | 1,918            | [ * 8 ]      |
| 1998年（平成10年） | 1,854            | [ * 9 ]      |
| 1999年（平成11年） | 1,856            | [ * 10 ]     |
| 2000年（平成12年） | 1,831            | [ * 11 ]     |
| 2001年（平成13年） | 1,726            | [ * 12 ]     |
| 2002年（平成14年） | 1,610            | [ * 13 ]     |
| 2003年（平成15年） | 1,504            | [ * 14 ]     |
| 2004年（平成16年） | 1,435            | [ * 15 ]     |
| 2005年（平成17年） | 1,398            | [ * 16 ]     |
| 2006年（平成18年） | 1,416            | [ * 17 ]     |
| 2007年（平成19年） | 1,413            | [ * 18 ]     |
| 2008年（平成20年） | 1,365            | [ * 19 ]     |
| 2009年（平成21年） | 1,315            | [ * 20 ]     |
| 2010年（平成22年） | 1,270            | [ * 21 ]     |
| 2011年（平成23年） | 1,174            | [ * 22 ]     |
| 2012年（平成24年） | 1,212            | [ * 23 ]     |
| 2013年（平成25年） | 1,215            | [ * 24 ]     |
| 2014年（平成26年） | 1,173            | [ * 25 ]     |
| 2015年（平成27年） | 1,140            | [ * 26 ]     |
| 2016年（平成28年） | 1,097            | [ * 27 ]     |
| 2017年（平成29年） | 1,098            | [ * 28 ]     |
| 2018年（平成30年） | 1,071            | [ * 29 ]     |
| 2019年（令和元年） | 946              |              |

## 車站周邊

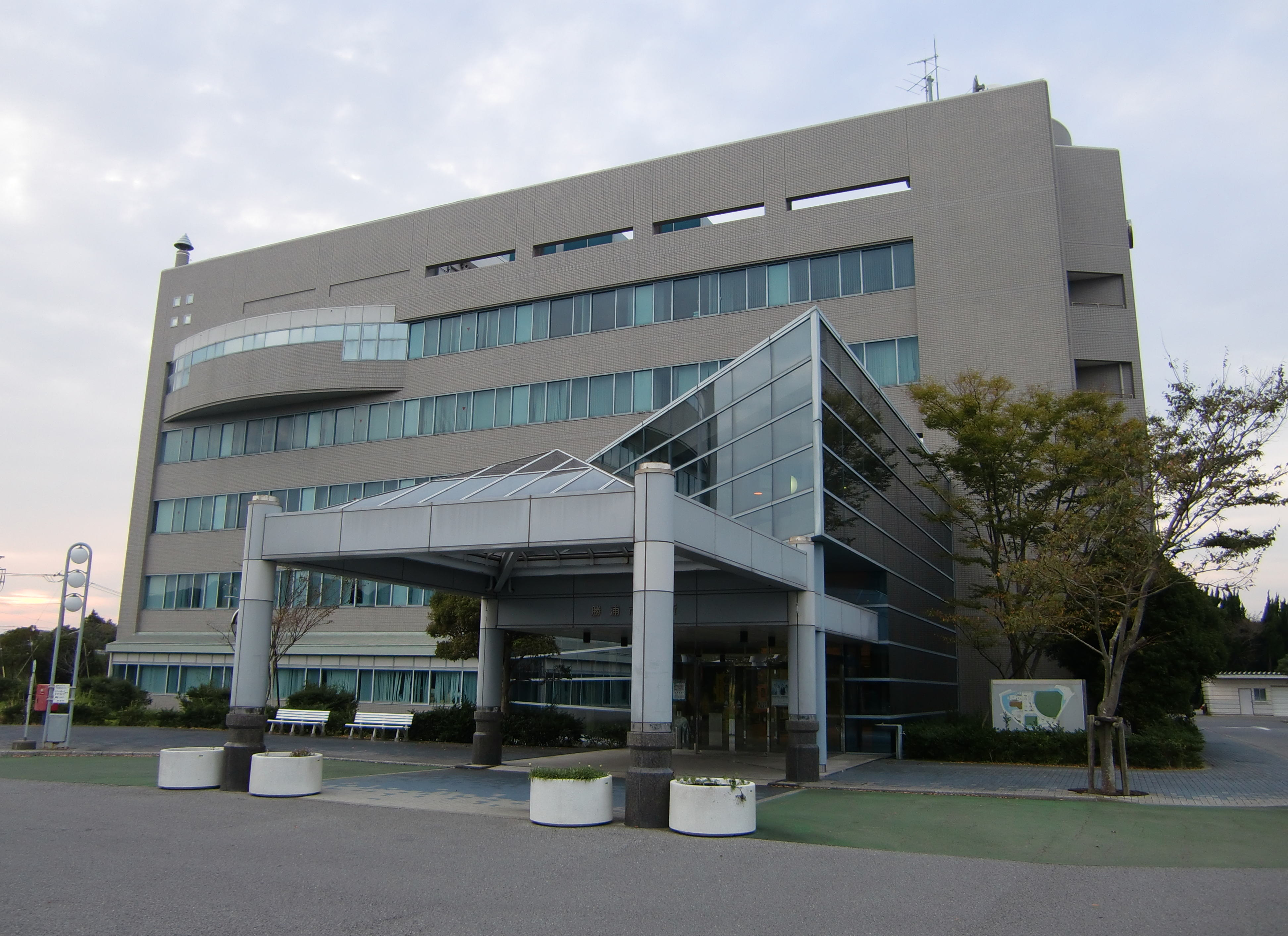
勝浦市政廳

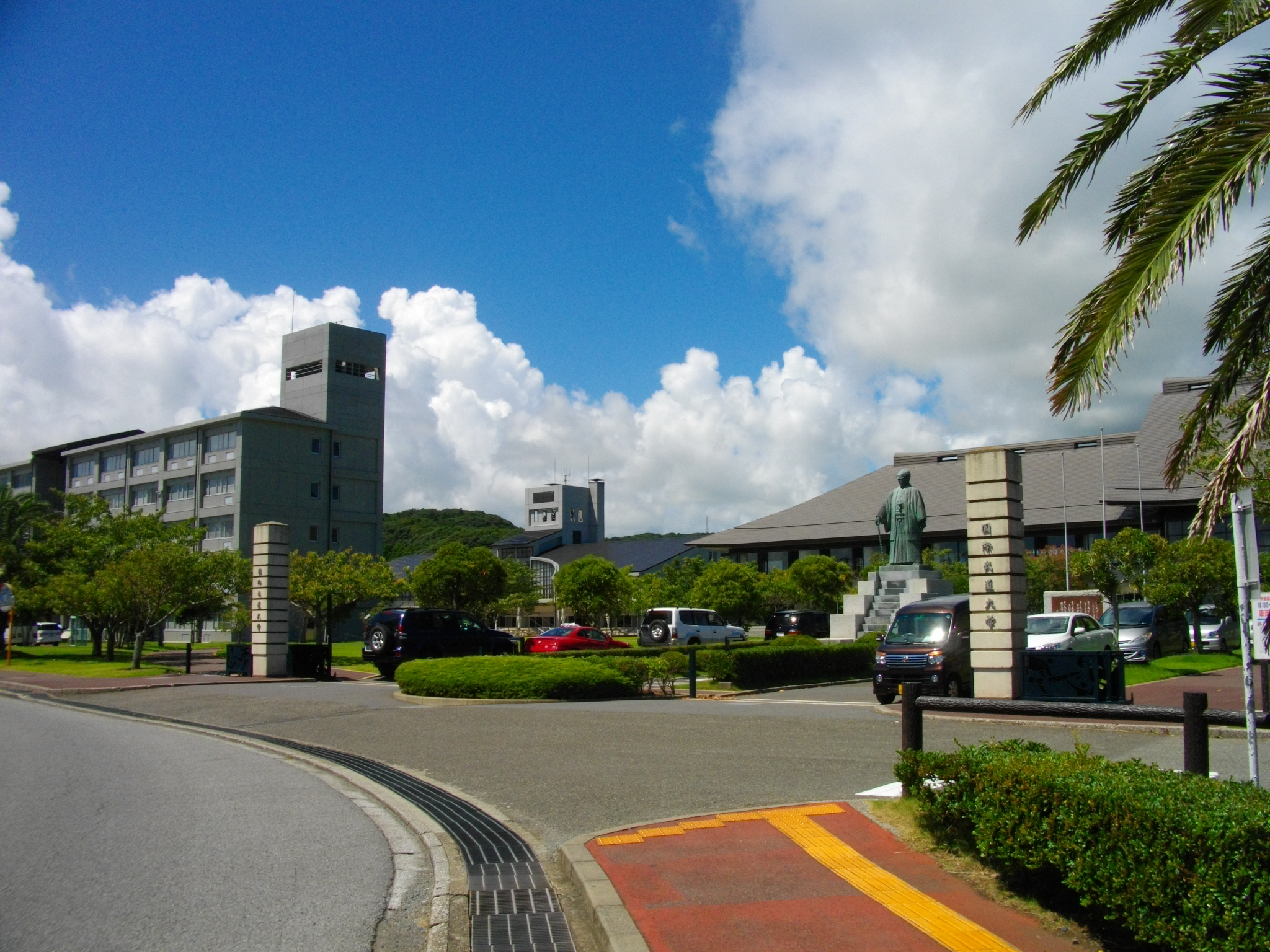
國際武道大學

三日月酒店

車站位於勝浦市中心。附近設有行政機構、公共設施和中小型商店等。車站附近設有國道128號和國道297號通過。在勝浦灣處設有酒店、旅館和民宿等住宿設施。車站周邊會舉行勝浦朝市（日本三大朝市之一）和勝浦Big雛祭等活動。
- 國道128號（日语：国道128号）勝浦繞道（舊勝浦收費道路（日语：勝浦有料道路））
- 國道297號（日语：国道297号）
- 千葉縣道246號勝浦港線（日语：千葉県道246号勝浦港線）
- 勝浦市政廳
- 勝浦市民會館、中央公民館
- 勝浦市立圖書館、集會所
- 勝浦郵局（日语：勝浦郵便局）
- 夷隅保健所
- 勝浦警察署（日语：勝浦警察署）
- 勝浦海上保安署
- 東京管區氣象台勝浦特別地域氣象觀測站
- 國際武道大學（日语：国際武道大学）
- 千葉縣立大原高等學校（日语：千葉県立大原高等学校）勝浦若潮校園（舊千葉縣立勝浦若潮高等學校（日语：千葉県立勝浦若潮高等学校））
- 勝浦市立勝浦中學
- 勝浦市立勝浦小學（日语：勝浦市立勝浦小学校）
- 鹽田醫院
- 勝浦漁港（日语：勝浦漁港 (千葉県)）
- KAPPY訪客中心
- 勝浦酒店三日月、三日月Inn（日语：ホテル三日月）
- 勝浦燈塔
- Beisia（日语：ベイシア）勝浦店
- 食品廣場Hayashi勝浦店
- Yax藥品（日语：千葉薬品）勝浦店
- 勝浦中央海灘
- 八幡岬公園（勝浦城蹟）

## 巴士路線
| 乘車處                                   | 系統             | 主要途經                                 | 目的地             | 巴士公司                   | 備註                 |
| ---------------------------------------- | ---------------- | ---------------------------------------- | ------------------ | -------------------------- | -------------------- |
| 1                                        | 勝01             | 松部港、興津站入口、植野坂上             | 松野坂上           | 小湊鐵道                   |                      |
| 1                                        | 勝02             | 松部港、興津站入口、植野坂上             | 西原               | 小湊鐵道                   |                      |
| 1                                        | 勝03             | 松部港                                   | 興津站             | 小湊鐵道                   |                      |
| 1                                        | 勝05             | 松部港                                   | 簡易保養中心       | 小湊鐵道                   |                      |
| 1                                        | 勝04             | 松部港                                   | 海中公園中心       | 小湊鐵道                   | 星期六、日及假日服務 |
| 2                                        | 勝11             | 宿戶、松野坂上、東總元、大多喜站         | 大多喜車廠         | 小湊鐵道                   |                      |
| 2                                        | 勝12             | 宿戶、松野坂上、市之川、東總元、大多喜站 | 大多喜車廠         | 小湊鐵道                   |                      |
| 2                                        | 勝07             | 宿戶、松野坂上                           | 市之川             | 小湊鐵道                   |                      |
| 2                                        | 勝13             | 宿戶                                     | 松野坂上           | 小湊鐵道                   |                      |
| 2                                        | 勝10             | 國際武道大學                             | 勝浦市政廳         | 小湊鐵道                   | 平日只有1班          |
| 2                                        | 勝08             | 勝浦若潮高校前、部原三又、御宿港         | 御宿站             | 小湊鐵道                   |                      |
| 2                                        | 勝09             | 勝浦市政廳、部原、御宿港                 | 【循環】勝浦站     | 小湊鐵道                   |                      |
| 2                                        |                  | 鹽田醫院                                 |                    | 小湊鐵道                   |                      |
|                                          | 親睦號           | 市政廳、松部山田、赤羽根                 | 西原               | 勝浦市民巴士               | 星期一、三、五服務   |
| 市政廳、松部港、海之博物館、興津久保山台 | 親睦號           | 星期二、四服務                           | 西原               | 勝浦市民巴士               |                      |
| 好朋友號                                 | 市政廳、松部山田 | 大楠消防詰所前                           | 星期二服務         | 勝浦市民巴士               |                      |
|                                          |                  | 市原鶴舞巴士總站                         | 東京站八重洲出口前 | 小湊鐵道 日東交通 京成巴士 |                      |

前往東京站八重洲出口的高速巴士站是在墨名路口附近。前往羽田機場、橫濱方向的乘客可於市原鶴舞巴士總站轉乘。

## 相鄰車站
東日本旅客鐵道（JR東日本）
■外房線
- 特急「若潮」停車站

■快速
御宿－勝浦
■普通（各站停車）
御宿－勝浦－鵜原

## 注腳

### 使用狀況
1. ↑  千葉縣統計年鑑 （页面存档备份，存于）（日語） - 千葉縣
2. ↑  数字で見る勝浦市の姿 （页面存档备份，存于）（日語） - 勝浦市

JR東日本2000年度以後的乘車人次
1. ↑  各駅の乗車人員（2000年度） （页面存档备份，存于）（日語） - JR東日本
2. ↑  各駅の乗車人員（2001年度） （页面存档备份，存于）（日語） - JR東日本
3. ↑  各駅の乗車人員（2002年度） （页面存档备份，存于）（日語） - JR東日本
4. ↑  各駅の乗車人員（2003年度） （页面存档备份，存于）（日語） - JR東日本
5. ↑  各駅の乗車人員（2004年度） （页面存档备份，存于）（日語） - JR東日本
6. ↑  各駅の乗車人員（2005年度） （页面存档备份，存于）（日語） - JR東日本
7. ↑  各駅の乗車人員（2006年度） （页面存档备份，存于）（日語） - JR東日本
8. ↑  各駅の乗車人員（2007年度） （页面存档备份，存于）（日語） - JR東日本
9. ↑  各駅の乗車人員（2008年度） （页面存档备份，存于）（日語） - JR東日本
10. ↑  各駅の乗車人員（2009年度） （页面存档备份，存于）（日語） - JR東日本
11. ↑  各駅の乗車人員（2010年度） （页面存档备份，存于）（日語） - JR東日本
12. ↑  各駅の乗車人員（2011年度） （页面存档备份，存于）（日語） - JR東日本
13. ↑  各駅の乗車人員（2012年度） （页面存档备份，存于）（日語） - JR東日本
14. ↑  各駅の乗車人員（2013年度） （页面存档备份，存于）（日語） - JR東日本
15. ↑  各駅の乗車人員（2014年度） （页面存档备份，存于）（日語） - JR東日本
16. ↑  各駅の乗車人員（2015年度） （页面存档备份，存于）（日語） - JR東日本
17. ↑  各駅の乗車人員（2016年度） （页面存档备份，存于）（日語） - JR東日本
18. ↑  各駅の乗車人員（2017年度） （页面存档备份，存于）（日語） - JR東日本
19. ↑  各駅の乗車人員（2018年度） （页面存档备份，存于）（日語） - JR東日本
20. ↑  各駅の乗車人員（2019年度） （页面存档备份，存于）（日語） - JR東日本

千葉縣統計年鑑
1. ↑  千葉縣統計年鑑（平成3年） （页面存档备份，存于）（日語）
2. ↑  千葉縣統計年鑑（平成4年） （页面存档备份，存于）（日語）
3. ↑  千葉縣統計年鑑（平成5年） （页面存档备份，存于）（日語）
4. ↑  千葉縣統計年鑑（平成6年） （页面存档备份，存于）（日語）
5. ↑  千葉縣統計年鑑（平成7年） （页面存档备份，存于）（日語）
6. ↑  千葉縣統計年鑑（平成8年） （页面存档备份，存于）（日語）
7. ↑  千葉縣統計年鑑（平成9年） （页面存档备份，存于）（日語）
8. ↑  千葉縣統計年鑑（平成10年） （页面存档备份，存于）（日語）
9. ↑  千葉縣統計年鑑（平成11年） （页面存档备份，存于）（日語）
10. ↑  千葉縣統計年鑑（平成12年） （页面存档备份，存于）（日語）
11. ↑  千葉縣統計年鑑（平成13年） （页面存档备份，存于）（日語）
12. ↑  千葉縣統計年鑑（平成14年） （页面存档备份，存于）（日語）
13. ↑  千葉縣統計年鑑（平成15年） （页面存档备份，存于）（日語）
14. ↑  千葉縣統計年鑑（平成16年） （页面存档备份，存于）（日語）
15. ↑  千葉縣統計年鑑（平成17年） （页面存档备份，存于）（日語）
16. ↑  千葉縣統計年鑑（平成18年） （页面存档备份，存于）（日語）
17. ↑  千葉縣統計年鑑（平成19年） （页面存档备份，存于）（日語）
18. ↑  千葉縣統計年鑑（平成20年） （页面存档备份，存于）（日語）
19. ↑  千葉縣統計年鑑（平成21年） （页面存档备份，存于）（日語）
20. ↑  千葉縣統計年鑑（平成22年） （页面存档备份，存于）（日語）
21. ↑  千葉縣統計年鑑（平成23年） （页面存档备份，存于）（日語）
22. ↑  千葉縣統計年鑑（平成24年） （页面存档备份，存于）（日語）
23. ↑  千葉縣統計年鑑（平成25年） （页面存档备份，存于）（日語）
24. ↑  千葉縣統計年鑑（平成26年） （页面存档备份，存于）（日語）
25. ↑  千葉縣統計年鑑（平成27年） （页面存档备份，存于）（日語）
26. ↑  千葉縣統計年鑑（平成28年） （页面存档备份，存于）（日語）
27. ↑  千葉縣統計年鑑（平成29年） （页面存档备份，存于）（日語）
28. ↑  千葉縣統計年鑑（平成30年） （页面存档备份，存于）（日語）
29. ↑  千葉縣統計年鑑（令和元年） （页面存档备份，存于）（日語）

## 外部連結
- 車站資訊（勝浦）：東日本旅客鐵道（日語）